# Albeiro García
Albeiro de Jesús García Castañeda (Rionegro, Antioquia, Colombia; 30 de octubre de 1963) es un entrenador de fútbol colombiano.
En enero de 2011, asumió la dirección técnica de Bogotá F.C., reemplazando a Fernando Velasco. El 13 de abril renunció a su cargo ya que fue nombrado como asistente técnico de Carlos Mario Hoyos en Itagüí F.C., club de la Primera A.
Con Itagüí, García estuvo vinculado hasta la salida de Carlos Mario Hoyos a mediados del año, para llegar al Atlético Bucaramanga, donde fue integrante del cuerpo técnico durante el segundo semestre.
En noviembre de 2011 es nombrado como nuevo Director Técnico del Depor Aguablanca para la temporada 2012.

## Clubes

### Asistente técnico
| Club                 | País     | Año  |
| -------------------- | -------- | ---- |
| Itagüí F.C.          | Colombia | 2011 |
| Atlético Bucaramanga | Colombia | 2011 |

### Entrenador
| Club               | País     | Año  |
| ------------------ | -------- | ---- |
| Leones Fútbol Club | Colombia | ??   |
| Bogotá F.C.        | Colombia | 2011 |
| Depor Aguablanca   | Colombia | 2012 |